# 이승현 (프로게이머)
이승현(1997년 1월 11일 ~ )은 대한민국의 전직 스타크래프트 II 프로게이머이다. 종족은 저그이며, 아이디는 Life이다.
2012년 10월 20일 HOT6 GSL 시즌4 결승전에서 정종현과 치열한 접전 끝에 4:3으로 우승, 스타크래프트 2에서 이영호를 제치고 최연소 우승자로 등극하였다.
그러나, 2015년 스타크래프트 II 경기 승부조작 혐의로 2016년 4월 21일에 구속 기소되었다.

## 개요
2012년 ZeNEX 소속으로 GSTL에 참가, 프로게이머로 데뷔하였고, 2012년 8월 ZeNEX가 스타테일로 흡수 합병되면서 스타테일 소속이 되었다.
2012년 HOTSIX GSL 시즌 4에서 혜성처럼 나타나 그 당시 저그들이 상상할 수 없는 주도권 자체를 저그가 가지고 게임을 하는, 개혁적인 플레이를 보여주면서 그 당시 최강이라고 하던 임재덕, 장민철, 이정훈을 꺾고 결승 진출! 자유의 날개의 스타2 최강의 커리어 테란의 왕 정종현을 꺾고, 만 15세, 16세의 나이로 GSL 최초 로열로드 우승을 기록하였다.
GSL 우승 이후 MLG FALL CHAMPIONSHIP에서 이동녕을 꺾고 최연소 MLG 우승자가 되었으며, 프랑스 아이언 스쿼드 챕터2에서 박수호에게 패패패승승승승이라는 기록을 남기며 우승을 하였다. 그리고 군단의 심장 이후 첫 메이저 대회 MLG 윈터 챔피언쉽에서 이영호를 4:2로 이기며 MLG 최초 2연속 우승을 달성하였다.
GSL 로열로더 달성이후 약한 저그전과 군단의 심장 이후 기량이 갑자기 하락하여 2013년 중후반은 암흑기를 보냈으나 해외대회에서는 폼을 계속 유지하며 IEM 뉴욕 투어에서 우승을 하고 드림핵 윈터에서는 준우승을 하는 모습을 보여줬다.
그리고 2014년 저그전을 극복하여 국내 해외대회 포함 저저전 40승 이상의 승리를 기록하며 GSL시즌1 4강까지 올라가는 모습을 보여줬고 드림핵 시즌1에서 우승하여 2012년 전성기 넥라 시대의 부활을 알렸다.
GSL, MLG, IEM, 드림핵에서 모두 우승한 기록을 가지고 있고 2014 WCS 글로벌 파이널까지 우승하면서 5가지의 프리미어급 대회 타이틀을 보유하고 있다.
2015년 2월 11일 KT 롤스터 이적을 공식 발표했다.
2015년 3월 22일 임재덕에 이어서 GSL 3회 우승을 달성한 저그 게이머가 되었다.
현재 1 ,2 티어 프리미어급 대회 총 10회를 우승하며, 11회 우승 중인 윤영서의 뒤를 바짝 쫓고 있다.
2016년 1월 27일 이동녕과의 트레이드를 통해 친정팀인 아프리카 프릭스로 복귀했다.

### 승부조작 사건
2016년 1월 29일 체포 후 창원지검으로 이송되어 조사를 받았으며 31일 스타크래프트2 승부조작 및 금품수수 혐의로 구속되었다.
2016년 4월 21일 창원지검 특수부는 지난해 5월 승부조작의 대가로 7000만원을 수수하고 2경기 승부를 조작한 혐의로 이승현을 구속 기소했다.
2016년 7월 14일 스타크래프트2 승부조작 혐의로 기소된 이승현에 대한 항소심에서 창원지법 제2형사부는 원심 판결이었던 징역 1년 6월과 집행유예 3년, 벌금 7천만원의 원심 판결을 유지했다.

## 별명
스타크래프트2 팬들 사이에서는 이승현의 이름보다는 그의 NEX 클랜 소속 당시 아이디였던 NEXLife의 줄임말인 넥라로 많이 불리고 있기도 하다.
데뷔 때부터 저글링을 잘쓰는 선수로 유명하며, 자주 즐겨쓰는 모습을 보여주어 저글링 마스터라는 별명이 붙기도 했다.

## GSL 로열로더

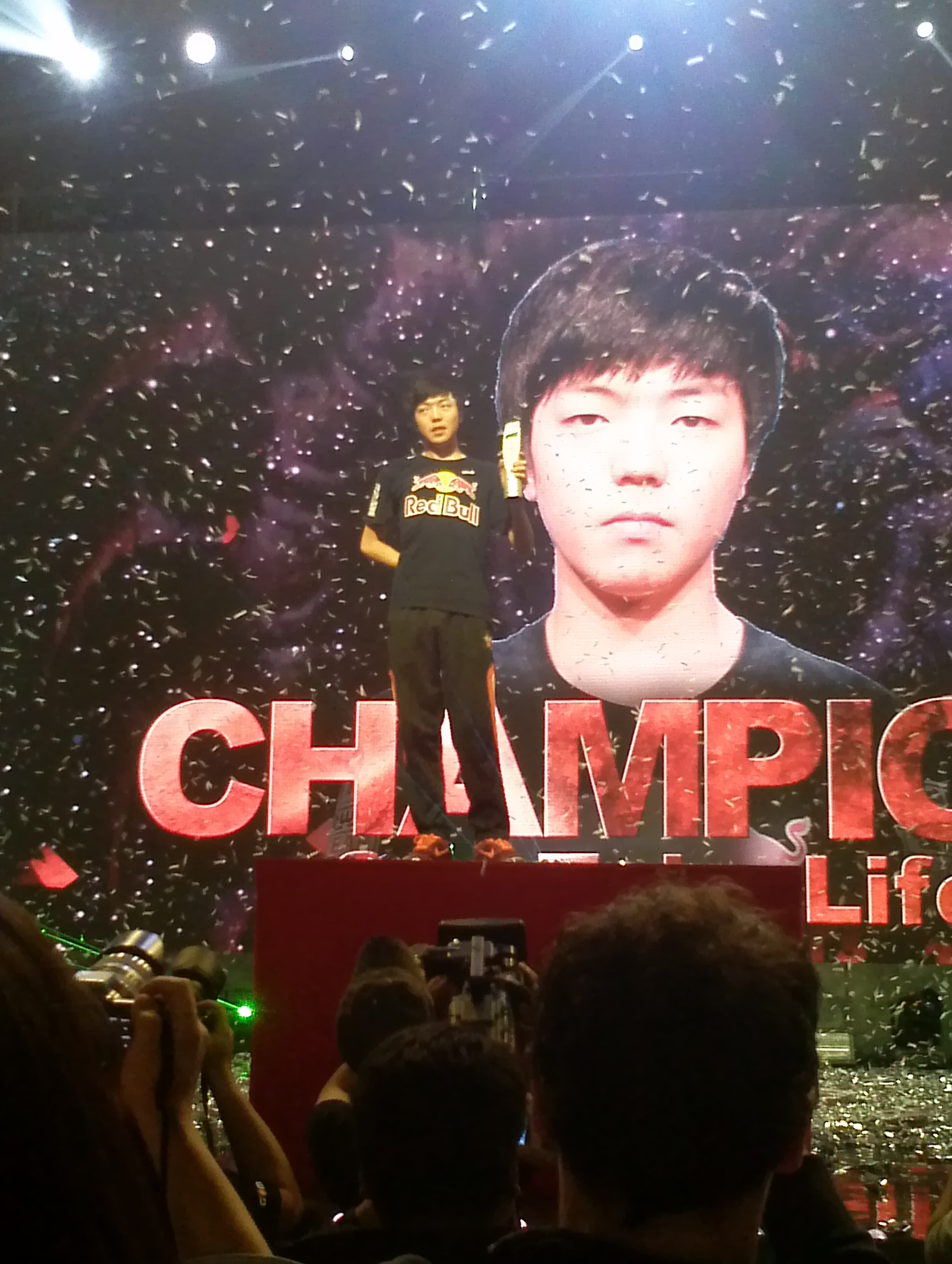
로열로드 우승 당시의 이승현

2012년 10월 20일 HOT6 GSL 시즌4 결승전에서 정종현과 치열한 접전 끝에 간신히 4:3으로 우승, 글로벌 스타크래프트 II 리그 사상 최초의 로열로더로 등극하였다. 이후 GSL이 군단의 심장으로 전환하기 전까지 더 이상의 로열로더는 나오지 않았고 이승현은 자유의 날개로 치러진 GSL에서의 처음이자 마지막 로열로더로 기록되었다.
곰TV가 최초로 로열로더를 달성한 이승현에게 ‘로열로드 상’을 수여했다. 로열로더에게 주어지는 ‘로열로드 상’은 스페인에서 제작된 칼로 아더왕의 엑스칼리버라는 글이 표기되어 있다.

## 주요 기록
이승현의 주요 기록은 승부조작 사건 이후, 한국e스포츠협회로부터 영구 제명되어 공식 기록에서 전부 삭제되었다.
- 2012년 IronSquid 20강
- 2012년 HOT6 GSL Season 1 코드 A 48강
- 2012년 4~5월 EWM 파이널 매치 우승
- 2012년 2012 무슈제이 GSL Season 3 코드 A 32강
- 2012년 Teamliquid Star League Season4 준우승
- 2012년 2012 HOT6 GSL Season4 코드 S 우승 (vs 정종현 4:3)
- 2012년 MLG 2012 FALL CHAMPIONSHIP 우승 (vs 이동녕 4:3)
- 2012년 IPL Tournament of Champions 8강
- 2012년 2012 HOT6 GSL Season5 코드 S 16강
- 2012년 MLG Tournament of Champions 8강
- 2012년 2012 GSL Blizzard Cup 우승 (vs 원이삭 4:2)
- 2013년 Iron Squid/Chapter 2 우승 (vs 박수호 4:3)
- 2013년 2012 대한민국 e스포츠 대상 스타크래프트2 저그 최우수 선수상
- 2013년 핫식스 글로벌 스타크래프트II 리그 시즌1 Code S 16강
- 2013년 2013 MLG Winter Championship 우승 (vs 이영호 4:2)
- 2013년 2013 WCS 코리아 시즌 1 망고식스 글로벌 스타크래프트II 리그 Code S 16강
- 2013년 제4회 인천 실내무도아시아경기대회 스타2 부문 국가대표 선발전 2위 - 국가대표 자격 포기
- 2013년 2013 WCS Korea Season 1 챌린저리그 12강
- 2013년 DreamHack Open Summer 2013 8강
- 2013년 2013 WCS 코리아 시즌 2 옥션 올킬 스타리그 32강
- 2013년 2013 Ritmix Russian StarCraft II League Season 5 우승
- 2013년 2013 WCS 코리아 시즌 2 챌린저리그 24강
- 2013년 2013 DreamHack Open: Bucharest 4강
- 2013년 IEM Season VIII - New York 우승 (VS 요한 루세시 4:2)
- 2013년 2013 WCS 코리아 시즌 3 챌린저리그 12강
- 2013년 2013 DreamHack Open: Winter 준우승
- 2013년 2013 ASUS ROG Tournament - NorthCon 2013 4강
- 2014년 ASUS ROG Winter 2014 8강
- 2014년 IEM Season VIII - World Championship 8강
- 2014년 조이기어 ESTV컵 시즌1 준우승
- 2014년 2014 WCS 코리아 시즌 1 핫식스 글로벌 스타크래프트 II 리그 코드 S 4강
- 2014년 2014 DreamHack Open: Bucharest 우승 (vs 김준혁 3:0)
- 2014년 2014 WCS 코리아 시즌 2 핫식스 글로벌 스타크래프트 II 리그 코드 S 16강
- 2014년 SanDisk SHOUTcraft Invitational 8강
- 2014년 2014 MLG Anaheim 16강
- 2014년 IEM Season IX - Shenzhen 16강
- 2014년 2014 WCS 코리아 시즌 3 핫식스 글로벌 스타크래프트 II 리그 코드 A 48강
- 2014년 The Big One 우승
- 2014년 Destiny I 8강
- 2014년 IEM Season IX - Toronto 4강
- 2014년 2014 DreamHack Open: Stockholm 16강
- 2014년 2014 WCS 글로벌 파이널 우승 (vs 문성원 4:1)
- 2014년 2014 DreamHack Open: Winter 준우승
- 2015년 IEM Season IX - Taipei 우승 (vs 조성주 4:3)
- 2015년 SK텔레콤 스타크래프트 II 프로리그 2015 1라운드 MVP
- 2015년 네이버 스타크래프트 II 스타리그 2015 시즌 1 4강
- 2015년 IEM Season IX - World Championship 16강
- 2015년 2015 글로벌 스타크래프트 II 리그 시즌 1 코드 S 우승 (vs 원이삭 4:3)
- 2015년 GiGA 인터넷 2015 KeSPA컵 시즌1 4강
- 2015년 스베누 스타크래프트 II 스타리그 2015 시즌 2 8강
- 2015년 2015 SUBENU GSL 시즌 2 코드 S 16강
- 2015년 스베누 스타크래프트 II 스타리그 2015 시즌3 16강
- 2015년 2015 핫식스 글로벌 스타크래프트 II 리그 시즌 3 코드 S 32강
- 2015년 2015 Kung Fu Cup Season 2 우승
- 2015년 2015 WCS 글로벌 파이널 준우승
- 2015년 2015 대한민국 e스포츠 대상 스타크래프트 II 인기 선수상
- 2015년 2016 핫식스 글로벌 스타크래프트 II 리그 프리시즌 1주차 준우승
- 2015년 2016 핫식스 글로벌 스타크래프트 II 리그 프리시즌 2주차 16강
- 2016년 2016 핫식스 글로벌 스타크래프트 II 리그 시즌 1 코드 A 60강